# Pterostichus parasimilis
Pterostichus parasimilis är en skalbaggsart som beskrevs av Ball. Pterostichus parasimilis ingår i släktet Pterostichus och familjen jordlöpare. Inga underarter finns listade i Catalogue of Life.